# Região Geográfica Intermediária de Criciúma
A Região Geográfica Intermediária de Criciúma é uma das sete regiões intermediárias do estado brasileiro de Santa Catarina e uma das 134 regiões intermediárias do Brasil, criadas pelo Instituto Brasileiro de Geografia e Estatística (IBGE) em 2017. É composta por 44 municípios, distribuídos em três regiões geográficas imediatas.
Sua população total, de acordo com estimativa realizada pelo Instituto Brasileiro de Geografia e Estatística (IBGE) em 2024, é de 1 046 526 habitantes, distribuídos em uma área total de 9 412,670 km².
Criciúma é o município mais populoso da região intermediária, com 225 281 habitantes, de acordo com a mesma estimativa.

## Regiões geográficas imediatas
| Região geográfica imediata              | Municípios | População Estimativa 2024 | Área (km²) |
| --------------------------------------- | --- | ------------------------- | ---------- |
| Região Geográfica Imediata de Criciúma  | Balneário Rincão Cocal do Sul Criciúma Forquilhinha Içara Lauro Müller Morro da Fumaça Morro Grande Nova Veneza Orleans Siderópolis Treviso Urussanga                                                  | 471 594                   | 2 916,297  |
| Região Geográfica Imediata de Tubarão   | Armazém Braço do Norte Capivari de Baixo Grão-Pará Gravatal Imaruí Jaguaruna Laguna Pedras Grandes Pescaria Brava Rio Fortuna Sangão Santa Rosa de Lima São Ludgero São Martinho Treze de Maio Tubarão | 342 677                   | 3 789,149  |
| Região Geográfica Imediata de Araranguá | Araranguá Balneário Arroio do Silva Balneário Gaivota Ermo Jacinto Machado Maracajá Meleiro Passo de Torres Praia Grande Santa Rosa do Sul São João do Sul Sombrio Timbé do Sul Turvo                  | 232 255                   | 2 707,225  |
| Total                                   | 44 | 1 046 526                 | 9 412,670  |